# Zophopetes cerymica
Zophopetes cerymica är en fjärilsart som beskrevs av William Chapman Hewitson 1867. Zophopetes cerymica ingår i släktet Zophopetes och familjen tjockhuvuden. Inga underarter finns listade i Catalogue of Life.

## Bildgalleri

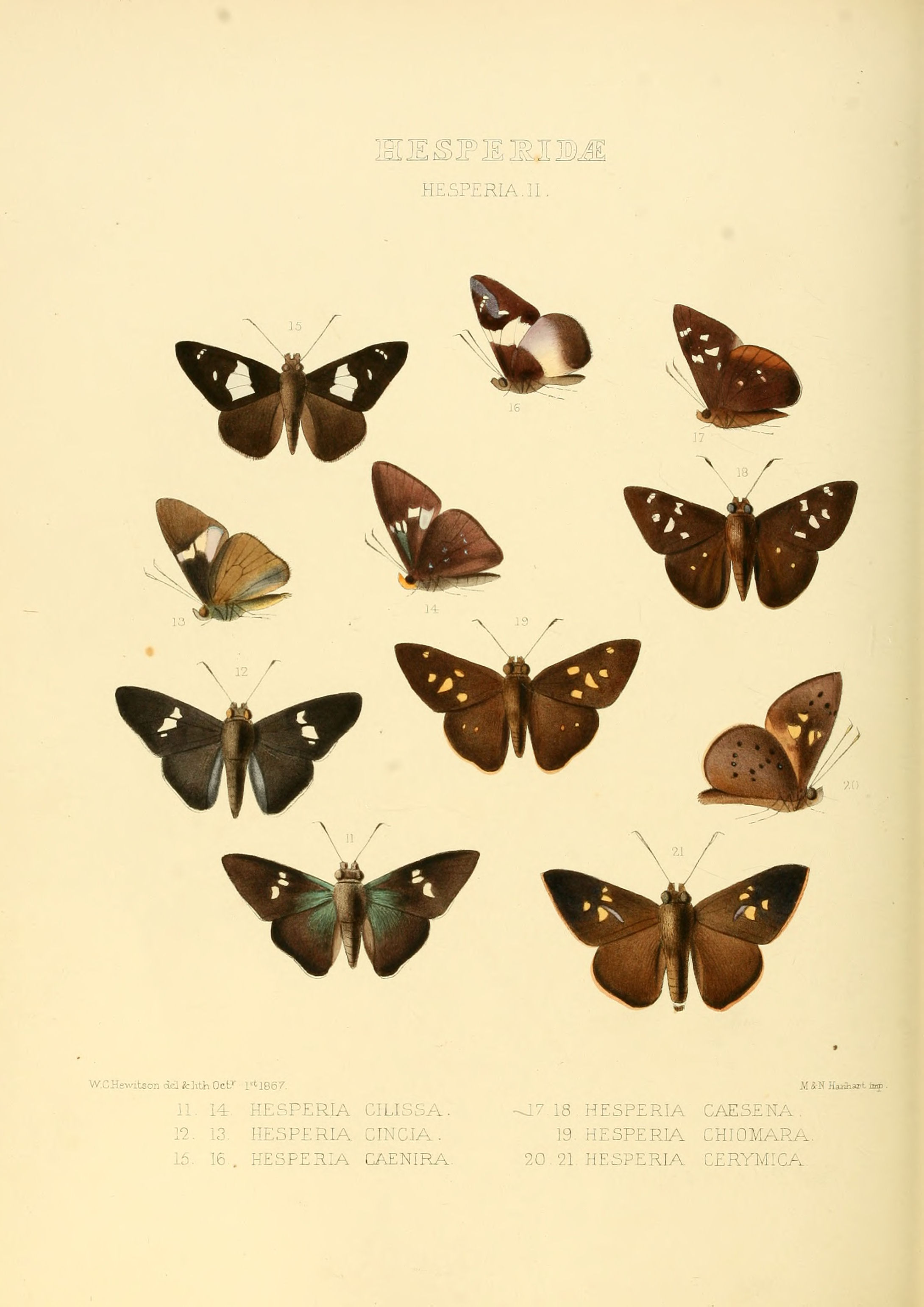
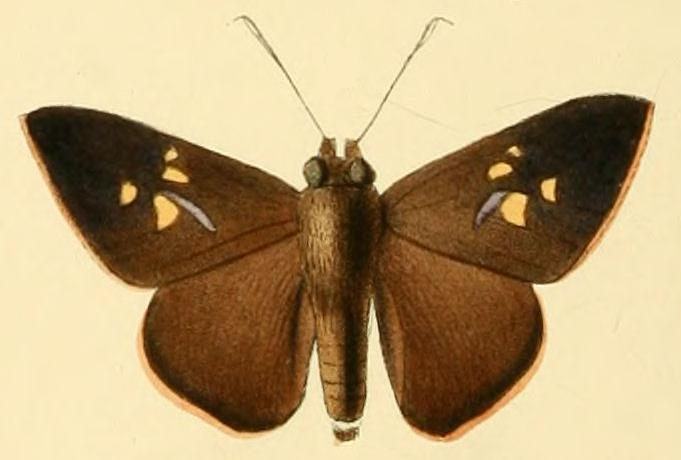